# Milwaukee Art Museum
Muzeum Sztuki w Milwaukee (ang. Milwaukee Art Museum skrót MAM) – muzeum sztuki, które znajduje się przy jeziorze Michigan w Milwaukee w stanie Wisconsin. 4 maja 2001 otworzono nowy budynek zaprojektowany przez hiszpańskiego architekta Santiago Calatravę.

## Wybrane eksponaty
- w dziale Sztuka starożytna:
  - Malarz Niobidów czerwonofigurowa hydria, ok. 460 p.n.e., terakota
- w dziale Sztuka XIX wieku:
  - Antonio Rotta The Retarded Child (1885, obraz olejny na płótnie)
  - Auguste Rodin Pocałunek (1886, gipsowy odlew glinianego oryginału)
  - William-Adolphe Bouguereau Homer i jego przewodnik (1874, obraz olejny na płótnie)
- w dziale Fotografia:
  - Walker Evans Widok Easton, Pensylwania (ok. 1935-36)
- w dziale Grafika i rysunek:
  - Odilon Redon Wazon z kwiatami (1900/16, pastel)
  - Diego Rivera Profil Indianki z liliami (1938, węgiel i pastel)
- w dziale Sztuka współczesna:
  - Magdalena Abakanowicz Dwie figury na belce (1992, konopie, żywica i drewno)
  - Roy Lichtenstein Crying Girl (1964, emalia na stali)
  - Andy Warhol Campbell’s Soup (1965, akryl na płótnie)